# E34

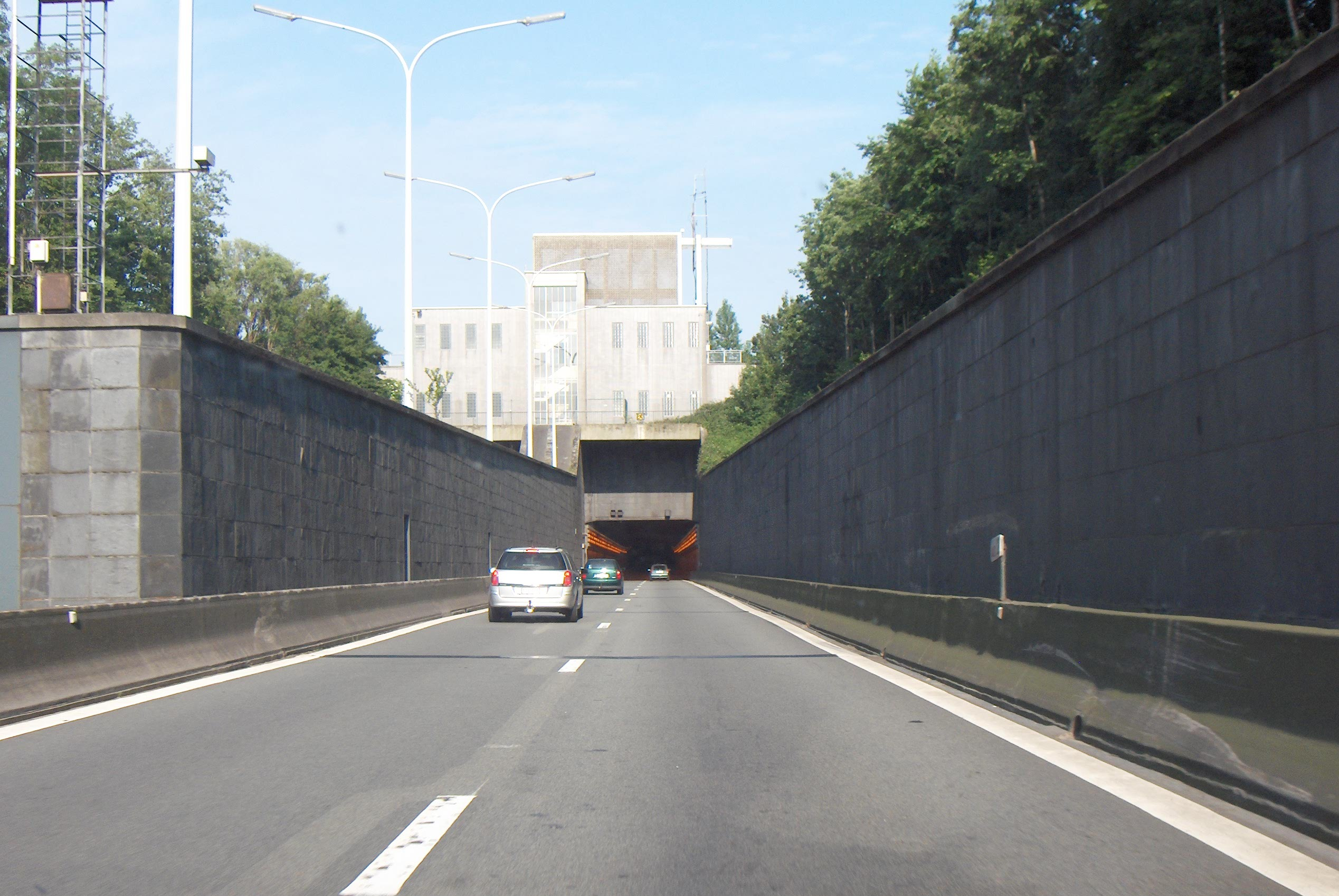
Tunnel på E34/N49 vid Zelzate nära Gent.

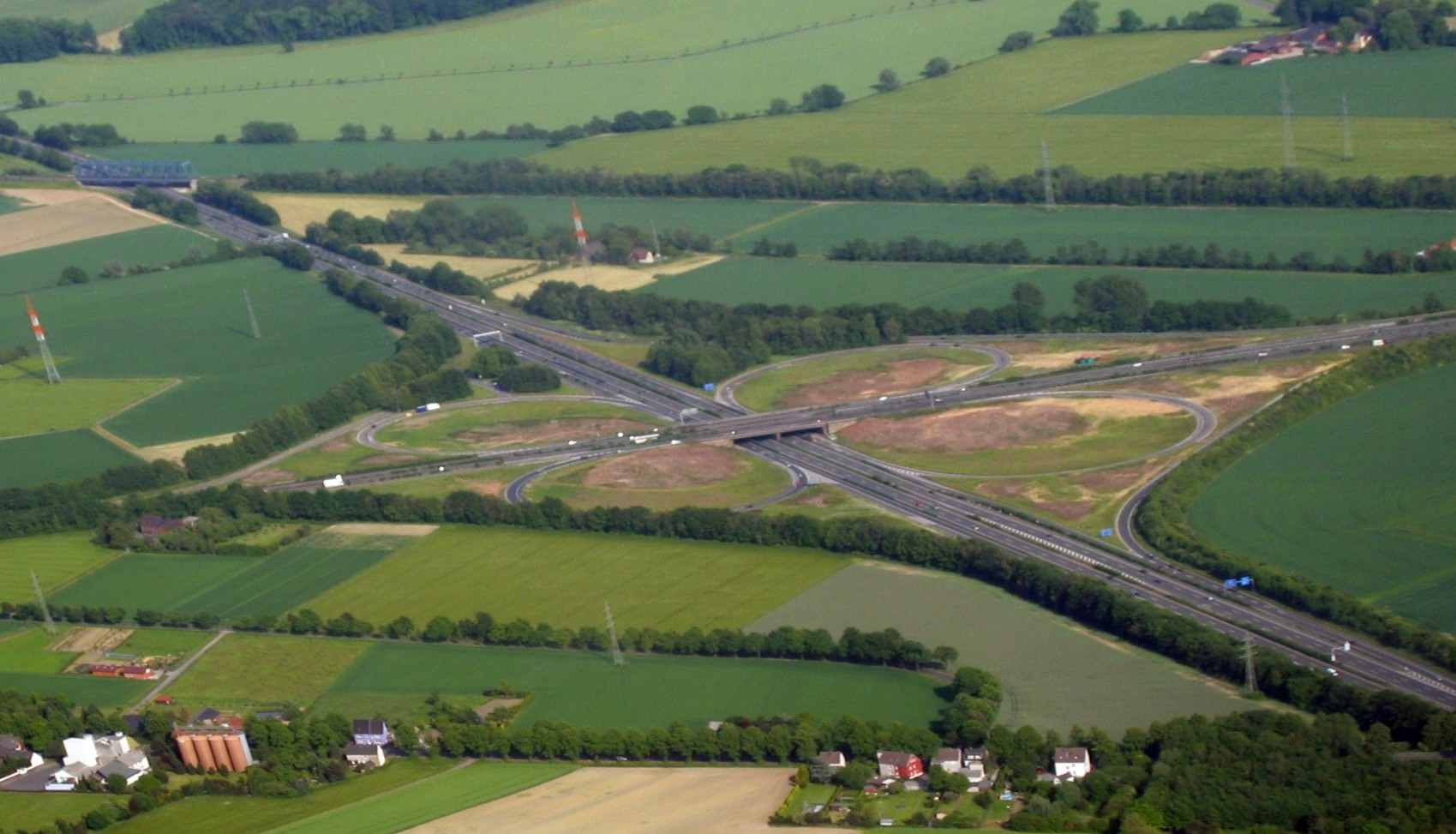
Korsning E34 / E37 nära Dortmund.

E34 eller Europaväg 34 är en europaväg som börjar i Zeebrugge i Belgien, går en bit genom Nederländerna och slutar i Bad Oeynhausen i Tyskland.

## Sträckning
Zeebrugge – Antwerpen – (gräns Belgien–Nederländerna) – Eindhoven – Venlo – (gräns Nederländerna–Tyskland) – Oberhausen – Dortmund – Bad Oeynhausen
Sträckan är omkring 470 kilometer, varav 160 kilometer i Belgien, 75 kilometer i Nederländerna och 230 kilometer i Tyskland. Vägen är till stor del motorväg.
Europavägen följer följande nationella vägar:
| Belgien - N49 (troligen fyrfältsväg) - A11 (motorväg) - A13 (motorväg) - A21 (motorväg) |  | Nederländerna - A67 (motorväg) |  | Tyskland - A40 (motorväg) - A2 (motorväg) |

### Anslutningar till andra europavägar
| - E17 - E19 - E313 |  | - E25 - E312 - E31 |  | - E35 - E37 - E30 |